# 최국희
최국희(1976년 ~ )는 대한민국의 영화 감독이자 각본가이다. 데뷔 스포츠 영화로 2016년 작품 스플릿이 있다.

## 참여 작품
- 극장전
- 스플릿 (영화)
- 국가부도의 날
- 인생은 아름다워 (2020년 영화)

## 수상
- 2017 판타지아 국제영화제: New Flesh Award for Best First Feature (스플릿 (영화))